# Макгайвер
Ангус «Мак» Макгайвер — главный персонаж телесериала «Макгайвер». В оригинальном сериале 1985 года его играет Ричард Дин Андерсон. В перезагрузке 2016 года Макгайвера играет Лукас Тилл.
В обоих версиях Макгайвер обладает гениальным интеллектом, знанием нескольких языков, превосходными инженерными навыками, отличным знанием прикладной физики, военной подготовкой в методах обезвреживания бомб и предпочтением несмертельного разрешения конфликтов. Макгайвер работает на вымышленный Фонд Феникса в Лос-Анджелесе, который в оригинальном сериале был независимым аналитическим центром, а в варианте 2016 года — подпольной правительственной организацией, использующей прикрытие аналитического центра. В дополнение к своим научным знаниям и изобретательному использованию обычных предметов, Макгайвер всегда носит с собой швейцарский армейский нож. Огнестрельное оружие не любит и с собой не носит.

## Макгайвер, сериал 1985—1992 гг.

### Личность
Макгайвер изображается как человек, решающий проблемы ненасильственно и обычно избегающий использования оружия. Его насильственные действия совершаются в целях самообороны, и, когда это возможно, он предпринимает действия, не приводящие к летальному исходу.
Макгайвер стремится находить решение социальных и экологических проблем. Он помогает уязвимым группам населения. Так, во время забастовки рабочих виноградников Макгайвер помогает протестующим латиноамериканцам против владельцев виноградников. Макгайвер любит детей; в начале сериала исполняет роль «старшего брата». Что касается окружающей среды, Макгайвер стремится защитить исчезающие виды, такие как орлы, черный носорог, и волки. В середине сериала начинает практиковать вегетарианство.
Наиболее часто используемым предметом Макгайвера является его швейцарский армейский нож. В заднем кармане он обычно носит расплющенный рулон клейкой ленты. Часто имеет под рукой и другие предметы: удостоверение личности, часы Timex Camper, спички, несколько скрепок, жевательную резинку и фонарик. В своём джипе возит ящик с инструментами. Вначале Макгайвер ездит на Jeep Cherokee, а затем, начиная со 2 сезона, на Jeep Wrangler. В 5 сезоне пересаживается на «классический» пикап Chevrolet 1946 года своего дедушки Гарри.
Владеет русским, немецким, французским, итальянским и испанским, а также американским языком жестов; умеет использовать международные морские сигнальные флаги и азбуку Морзе. Он заядлый любитель активного отдыха, обладающий навыками выживания в дикой природе. Другие его увлечения включают хоккей и гонки; интересуется рисованием и игрой на гитаре.

## Российско-украинская война
В ходе отражения российского вторжения 2022 года на Украине развернулось массовое движение по самодеятельному изготовлению оружия и вооружений из подручных средств. В небольших мастерских и гаражах изготавливается оружие и другая техника собственного изобретения. В числе примеров успешных разработок источники отмечают: ГИС Арта, антикорабельную систему «Нептун», усовершенствование турецких беспилотников «Байрактар», доработку американской антирадарной ракеты HARM для применения с МиГ-29 советского производства и др.. В результате, в западной прессе украинскую армию иногда в шутку называют «армией Макгайвера».